# Caleuche
Il Caleuche è una mitica nave fantasma della tradizione dell'isola di Chiloé in Cile.

## Leggenda
Secondo la leggenda, il Caleuche naviga nei mari intorno all'isola. Appare improvvisamente come una bellissima nave a vela al suono di una festa e improvvisamente sparisce di nuovo, navigando sotto la superficie del mare. Secondo il mito, l'equipaggio è formato da marinai annegati e portati sulla nave da tre figure mitologiche: le sorelle Sirena chilota e Pincoya e il loro fratello Pincoy.
La leggenda è stata ripresa nel libro Il mondo alla fine del mondo, opera di Sepúlveda.